# Zandra Rhodes
Zandra Lindsey Rhodes (ur. 19 września 1940 w Chatham, w hrabstwie Kent) – angielska projektantka mody i tekstyliów, znana z niecodziennych strojów i krzykliwych kolorów.

## Życiorys
Moda zainteresowała ją mama Beatrice, która pracowała w paryskim domu mody, a następnie wykładała w Medway College of Art. 
Rhodes chciała zostać ilustratorką. Najpierw ukończyła Medway College of Art, gdzie zaczęła naukę projektowania tekstyliów. Uzyskała stypendium do Royal College of Art. Uczelnię ukończyła z wyróżnieniem w 1964 roku i sprzedała projekty tkanin ze swojej pracy dyplomowej firmie Heals.
Po studiach ze swoim ówczesnym chłopakiem Alexem MacIntyre założyła studio poligraficzne. Pracowała także jako nauczycielka w szkołach artystycznych. Tam poznała Sylvie Ayton, z którą postanowiły założyć własny biznes. W 1967 roku otworzyły sklep na ulicy Fulham Road. Trzy lata później stworzyła własną kolekcję.
Projektowała stroje dla Diany Spencer oraz celebrytów m.in.: Diany Ross, Donny Summer, Paris Hilton. Suknię projektu Rhodes miała na sobie księżniczka Anna na okładce brytyjskiego wydania Vogue z 1973 roku, kiedy ogłosiła swoje zaręczyny z Markiem Philipsem. Najbardziej znana jest ze współpracy z wokalistą grupy rockowej Queen, Freddiem Merycurym.

## Nagrody i wyróżnienia
- 1997: Order Imperium Brytyjskiego
- 2013: Dama Komandor Orderu Imperium Brytyjskiego[9]